# Islam a Letònia
L'Islam a Letònia es va documentar la seva presència per primera vegada al segle xix (1838). Els musulmans eren principalment tàrtars i turcs, i la majoria havien estat portats a Letònia en contra de la seva voluntat. Aquests incloïen turcs presoners de la guerra de Crimea i la Guerra russoturca (1877-1878). Després de la guerra russoturca prop d'un centenar de presos turcs van ser portats a la localitat de Cēsis, on al voltant de trenta van morir a causa de les dures condicions climàtiques en les quals van estar allotjats, sense cap font de calor ni protecció contra el fred.
La població musulmana total de Letònia es creu que és al voltant de 12.000 persones. Pràcticament tots els musulmans a Letònia són sunnites. També hi ha una presència activa de la comunitat ahmadia.

## Segle XX
El 1902, es va establir una congregació musulmana que va ser reconeguda oficialment pel govern. La comunitat va escollir Ibrahim Davidof com el seu líder, es va construir i inaugurar una sala d'oració. La majoria dels musulmans que residien a Letònia en la primera part del segle xx van ser reclutats per l'exèrcit rus. Després de l'alliberació del servei militar, la majoria es van traslladar cap a Moscou.
Durant la creació de la Unió Soviètica i enmig de la guerra civil, molts refugiats van entrar a Letònia, inclosos els musulmans de diverses ètnies. El 1928, un sacerdot turc Shakir Husnetdinov, va ser escollit líder de la comunitat musulmana de Riga. Va ocupar aquest càrrec fins al 1940.